# Дэбри
Дэбри (англ. Debrii), настоящее имя Дебора Филдс (англ. Deborah Fields) — вымышленный персонаж, супергерой, появляющийся в комиксах издательства Marvel Comics. Она дебютировала в New Warriors vol. 3 #4. Она была создана художником Скотти Янгом с помощью писателя Зэба Уэллса. Мало что известно о ней в это время. Она избегала быть убитым в начале Гражданской войны, не воссоединившись с командой после того, как их реалити-шоу было отменено в первый раз в New Warriors vol. 3 #6.

## Вымышленная биография

### Новые Воины
Дэбри была представлена телевизионным продюсером Новых Воинов, Эшли, и поэтому была единственным членом пересмотренной команды Ночного Громилы, которая не была выбрана им самим. Совет директоров телекомпании считал, что в нынешней команде нет «трений» - они слишком любили друг друга, и что шоу будет получать лучшие оценки, если неизвестное количество будет добавлено в команду. Абразивная, антагонистическая личность Дэбри была совершенна в этом отношении; Она не ладила с кем-либо из членов команды, нередко высказывая отвратительные замечания относительно относительно бесполезных сил Микроба и постоянно споря с Нэморитой.

### Гражданская война
Дебри была одним из бывших воинов, которые почувствовали укол растущего движения против новоявленных воинов, когда её секретная личность была «выброшена» через сайт ненависти к Новым Воинам, после чего её автомобиль был опрокинут и подожжен.
После смерти Чёрного Голиафа от клонированного Тора Дэбри вынуждена была принять участие и соединиться с Секретными Мстителями Капитана Америки.

### Инициатива
Дебора была определена как один из 142 зарегистрированных супергероев, которые являются частью программы Инициатива Она была одним из бывших воинов, которых обвинили в избиении Гаунтлета. По правде говоря, это был её напарник Слапстик, который совершил преступление, он был избит Гаунтлетом, оскорбляя его мертвых друзей.
Дэбри позже оставила Инициативу вместе с Справедливостью, Яростью и Слапстиком, сформировав команду под названием Ударная Сила. Позже она вернулась в Кэмп-Хэммонд вместе с командой, теперь снова называющаяся Новые Воины и сражается с Рагнарёком, клоном Тора.
Дэбри в конечном счете покидает команду и уезжает из страны, чтобы скрыться с участниками с Хэви Хиттерсом в Nonstop and Telemetry После падения Осборна она больше не беглец, но остается в Париже, работая суровым судьей конкурса телевизионных талантов «Superpouvoir».

### Страх сам по-себе
Во время сюжета Fear Itself Дэбри появляется на собрании Вундеркинда, посвященном волшебным молотам, которые врезались в Землю. Дэбри и другие герои затем сражаются с Джаггернаутом, который был преобразован в Куурта: Разрушителя Камней в Лас-Вегасе, Невада. Затем она и Ярость спасают оставшихся в живых и помогают команде в их битве с Женщиной Тором, которая восстановила свои назначенные полномочия.

## Силы и способности
Дэбри описывается как «телекинетик низкого уровня». По желанию она может перемещать массы огромных объектов в её непосредственной близости и способна одновременно манипулировать многими такими объектами. Она может использовать любые «обломки» вокруг неё, чтобы защитить себя от нападений или атаковать своих врагов. Во время битвы Новых Воинов с Интеллектуальными Роботами Безумного Мыслителя она взяла под свой контроль кучу металлолома, создав оболочку в форме большого монстра вокруг её тела и манипулируя этим созданием как оружием.
В серии New Warriors, где они играют главную роль в реалити-шоу, Дебри на самом деле считается низкоуровневым электромагнитным телекенетиком. Хотя она способна перемещать огромное количество мусора, она не может поднять что-либо действительно тяжелое своими силами. Она также может левитировать на небольшие расстояния (вероятно, не быстрее, поскольку она может комфортно ходить), но на самом деле не может летать.

## Другие версии

### Age of X
В Ahe of X реальности воспоминание Темпо показало, что женщина, напоминающая Дэбри, была захвачена Сапиенской лигой и вышла на улицу как опасный мутант. Однако, поскольку антимутантные силы этой реальности также предназначались для не-мутантного Человека-паука как часть их антимутантной чистки, это не подтверждение того, что Дэбри является мутантом, даже если неназванная женщина в воспоминаниях Темпо Является Дэбри.

## Вне комиксов
Дэбри должна была появиться в отменённом сериале «Новые воины» от Marvel Television на телеканале Freeform. Роль Дэбри досталась актрисе Кейт Комер.